# Längdhopp för damer i friidrott vid olympiska sommarspelen 1984
Längdhopp för damer vid olympiska sommarspelen 1984 i Los Angeles avgjordes den 6 augusti. 

## Medaljörer
| Gren      | Guld                               | Guld   | Silver                  | Silver | Brons                            | Brons  |
| Längdhopp | Anișoara Cușmir-Stanciu · Rumänien | 6,96 m | Vali Ionescu · Rumänien | 6,81 m | Susan Hearnshaw · Storbritannien | 6,80 m |

## Resultat

### Kval
- Hölls den 5 augusti 1984

| Placering | Grupp A                    | Längd  | 1    | 2    | 3    |
| --------- | -------------------------- | ------ | ---- | ---- | ---- |
| 1.        | Jackie Joyner-Kersee (USA) | 6.76 m | X    | 6.76 | —    |
| 2.        | Anișoara Stanciu (ROU)     | 6.69 m | 6.69 | —    | —    |
| 3.        | Robyn Lorraway (AUS)       | 6.61 m | 6.61 | —    | —    |
| 4.        | Linda Garden (AUS)         | 6.49 m | 6.49 | 6.22 | 6.00 |
| 5.        | Dorothy Scott (JAM)        | 6.47 m | 6.16 | 6.02 | 6.47 |
| 6.        | Jennifer Inniss (GUY)      | 6.17 m | 5.76 | 6.17 | 5.84 |
| 7.        | Maya Bentzur (ISR)         | 6.07 m | 6.07 | 6.04 | 6.03 |
| 8.        | Conceição Geremias (BRA)   | 6.04 m | X    | 5.81 | 6.04 |
| 9.        | Elma Muros (PHI)           | 5.64 m | 5.57 | 5.64 | X    |
| 10.       | Madeline de Jesús (PUR)    | 5.63 m | 5.53 | 5.63 | 5.58 |
| 11.       | Sarinee Phenglaor (THA)    | 5.51 m | 5.38 | 5.47 | 5.51 |
| —         | Tineke Hidding (NED)       | DNS    | —    | —    | —    |

| Placering | Grupp B                   | Längd  | 1    | 2    | 3    |
| --------- | ------------------------- | ------ | ---- | ---- | ---- |
| 1.        | Sue Hearnshaw (GBR)       | 6.64 m | 6.64 | —    | —    |
| 2.        | Vali Ionescu (ROU)        | 6.60 m | 6.32 | 6.60 | —    |
| 3.        | Carol Lewis (USA)         | 6.55 m | X    | 6.55 | —    |
| 4.        | Glynis Nunn (AUS)         | 6.41 m | 6.23 | 6.41 | 6.28 |
| 5.        | Angela Thacker (USA)      | 6.36 m | 6.36 | X    | 6.13 |
| 6.        | Snežana Dančetović (YUG)  | 6.22 m | 6.21 | 6.06 | 6.22 |
| 7.        | Shonel Ferguson (BAH)     | 6.19 m | X    | 6.19 | X    |
| 8.        | Liao Wenfen (CHN)         | 6.16 m | 6.16 | 5.96 | 6.00 |
| 9.        | Annette Tånnander (SWE)   | 6.16 m | X    | 6.05 | 6.16 |
| 10.       | Jhointh Bartholomew (GRN) | 6.07 m | 6.07 | 5.84 | 5.77 |
| 11.       | Esmeralda García (BRA)    | 6.01 m | X    | 6.01 | X    |
| 12.       | Marie Ange Wirtz (SEY)    | 5.21 m | 5.21 | 5.15 | 5.10 |

### Final
- Hölls den 9 augusti 1984

| Placering | Final                      | Längd  | 1    | 2    | 3    | 4    | 5    | 6    |
| --------- | -------------------------- | ------ | ---- | ---- | ---- | ---- | ---- | ---- |
|           | Anișoara Stanciu (ROU)     | 6.96 m | 6.80 | 6.68 | X    | 6.96 | 6.89 | X    |
|           | Valy Ionescu (ROU)         | 6.81 m | 6.59 | 6.67 | X    | 6.52 | 6.81 | X    |
|           | Sue Hearnshaw (GBR)        | 6.80 m | 6.80 | 6.75 | 6.55 | 6.67 | 6.74 | 6.64 |
| 4.        | Angela Thacker (USA)       | 6.78 m | 6.32 | X    | 6.65 | 6.78 | X    | 6.70 |
| 5.        | Jackie Joyner-Kersee (USA) | 6.77 m | X    | 6.72 | X    | 6.77 | X    | X    |
| 6.        | Robyn Lorraway (AUS)       | 6.67 m | X    | 6.67 | 6.43 | X    | 6.62 | 6.43 |
| 7.        | Glynis Nunn (AUS)          | 6.53 m | 6.45 | 6.37 | 6.39 | —    | 6.53 | 6.27 |
| 8.        | Shonel Ferguson (BAH)      | 6.44 m | 6.44 | 6.13 | X    | 6.41 | 6.20 | 6.31 |
| 9.        | Carol Lewis (USA)          | 6.43 m | 6.21 | X    | 6.43 |      |      |      |
| 10.       | Dorothy Scott (JAM)        | 6.40 m | 6.03 | 5.89 | 6.40 |      |      |      |
| 11.       | Linda Garden (AUS)         | 6.30 m | X    | 5.89 | 6.30 |      |      |      |
| 12.       | Snežana Dančetović (YUG)   | 5.88 m | 5.28 | 5.88 | 5.88 |      |      |      |